# Monagruli
Monagruli (gr. Μοναγρούλλι) – wieś w Republice Cypryjskiej, w dystrykcie Limassol. W 2011 roku liczyła 536 mieszkańców.